# أريدي مفغر
أريدي مفغر (الاسم العلمي:Aerides ringens) هو نوع من النباتات يتبع جنس الأريدي من الفصيلة السحلبية.